# Norweski dzień konstytucji
Norweski dzień konstytucji – święto państwowe Norwegii obchodzone corocznie 17 maja. Norwegowie nazywają je w skrócie syttende mai lub søttende mai (czyli „17 maja”), Nasjonaldagen (Święto Państwowe) lub Grunnlovsdagen (Dzień Konstytucji). Jest dniem wolnym od pracy.
Obchody 17 maja w Norwegii są jednymi z najbardziej popularnych w Europie. Sondaż przeprowadzony około 2000 roku wskazał, że od 70 do 80% mieszkańców Norwegii bierze udział w świętowaniu. Norweskie święto państwowe ma dużo bardziej ludowy i radosny charakter niż odpowiadające mu dni w sąsiednich krajach, w Szwecji i Danii. 

## Podłoże historyczne
Konstytucja Norwegii została podpisana w Eidsvoll 17 maja 1814. Proklamowała ona niepodległość Norwegii jako monarchii konstytucyjnej. Była próbą zachowania suwerenności państwowej, w obliczu groźby przyłączenia Norwegii do Szwecji, po druzgocącej porażce Królestwa Danii i Norwegii w wojnach napoleońskich.
Obchody tego święta narodziły się spontanicznie wśród społeczności studenckich i patriotycznych, jednak z przyczyn politycznych nie miały większego oddźwięku. Norwegia na mocy traktatu z Moss z sierpnia 1814 r.  weszła w unię personalną ze Szwecją i ówczesny król Karl Johan był niechętny separatystycznym uroczystościom. W 1828 roku król  zabronił obchodów święta, gdyż uważał, że godzi ono w unię i grozi buntem. Już następnego roku 17 maja doszło w Christianii (dzisiejsze Oslo) do potyczki między siłami Unii a demonstrantami. Zbrojna interwencja wywołała wśród Norwegów powszechne oburzenie i zmusiła króla do zniesienia zakazu. Mimo to dopiero w 1833 roku odbyły się pierwsze oficjalne uroczystości. Odbyły się one obok pomnika byłego premiera Christiana Krohga, który stał się symbolem walki z nadmiernymi kompetencjami monarchii. 

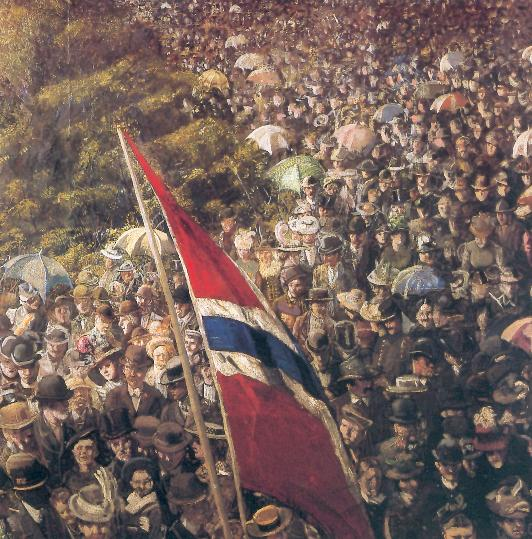
17 maja 1893 na obrazie norweskiego malarza Christiana Krogha (1852–1925). Zwraca uwagę brak herbu Królestwa Danii i Norwegii.

W roku 1864, gdy święto było bardziej ugruntowane, odbył się pierwszy dziecięcy pochód, składająca się początkowo tylko z 5 chłopców. Była to inicjatywa Bjørnstjerne Bjørnsona, która wskrzesiła tradycję zapoczątkowaną przez Henrika Wergelanda w 1820 r. w Eidsvoll. Od 1899 w paradzie mogły brać udział także dziewczęta.
Przypadek o historycznym znaczeniu zrządził, że druga wojna światowa skończyła się w Norwegii 9 dni przed Dniem Konstytucji, 8 maja 1945 roku, kiedy okupujące wojska niemieckie złożyły broń. Z tego powodu Dzień Wyzwolenia nie został świętem narodowym i nie jest powszechnie świętowany. W zamian Dzień Konstytucji nabrał nowego, głębszego znaczenia.

## Obchody w kraju
- W Oslo dzieci ze wszystkich szkół gromadzą się na paradzie przed Pałacem Królewskim, skąd monarcha pozdrawia je machając dłonią.
- W Skaugum dzieci gromadzą się przed rezydencją książęcą wczesnym rankiem, dając rodzinie królewskiej możliwość wzięcia udziału w uroczystościach w Oslo.
- Bergen ma własne tradycje obchodów Dnia Konstytucji. Święto ubarwiają występy kuglarzy, parady dziecięce, przemarsze lokalnych organizacji oraz wojskowej młodzieżówki zwanej Buekorps.
- W Trondheim dzieci ze wszystkich szkół maszerują wczesnym rankiem przez ulice miasta. Wieczorem rozpoczyna się "Parada Obywateli". Są na niej obecni strażacy, drużyny sportowe i organizacje studenckie.